# Joseph Rocco Bertino
Joseph Rocco Bertino (Port Chester, Nova Iorque, 16 de agosto de 1930) é um oncologista estadunidense.
Recebeu a AACR Award for Lifetime Achievement in Cancer Research de 2018.